# Iōjima
Iōjima (硫黄島?, Iō-jima) è un'isola appartenente all'arcipelago giapponese delle Isole Ōsumi. Da un punto di vista amministrativo fa parte della prefettura di Kagoshima e insieme alle isole di Takeshima e Kuroshima costituisce il villaggio di Mishima.
L'isola ha una superficie di 11,65 km² e una popolazione di 121 persone (2006). L'elevazione massima è pari a 704 m s.l.m.